# Rosendån
Rosendån (Galeopsis pubescens) är en kransblommig växtart som beskrevs av Wilibald Swibert Joseph Gottlieb von Besser. Enligt Catalogue of Life ingår Rosendån i släktet dån och familjen kransblommiga, men enligt Dyntaxa är tillhörigheten istället släktet dån och familjen kransblommiga. Arten är nationellt utdöd i Sverige. Inga underarter finns listade i Catalogue of Life.

## Bildgalleri

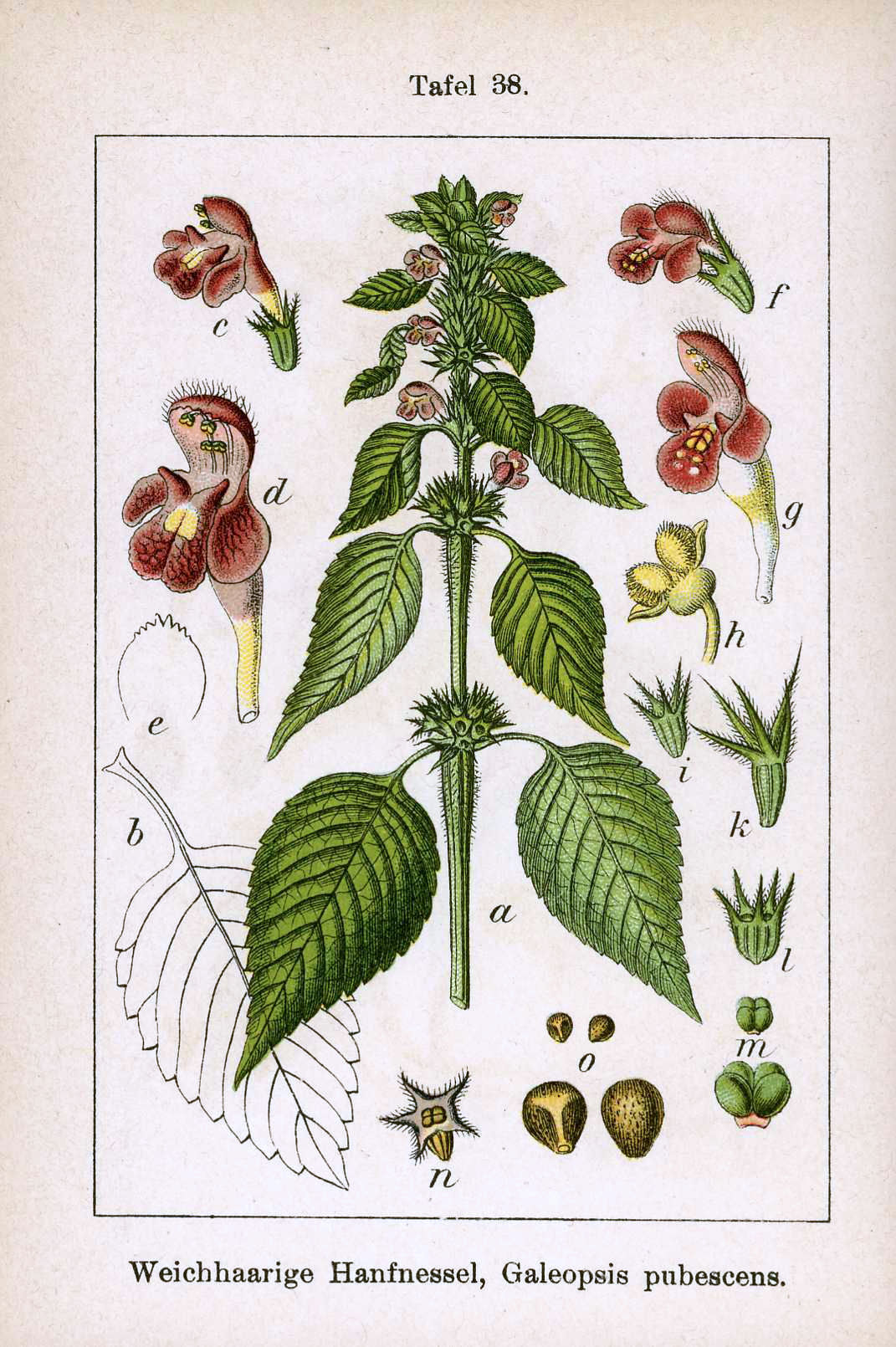
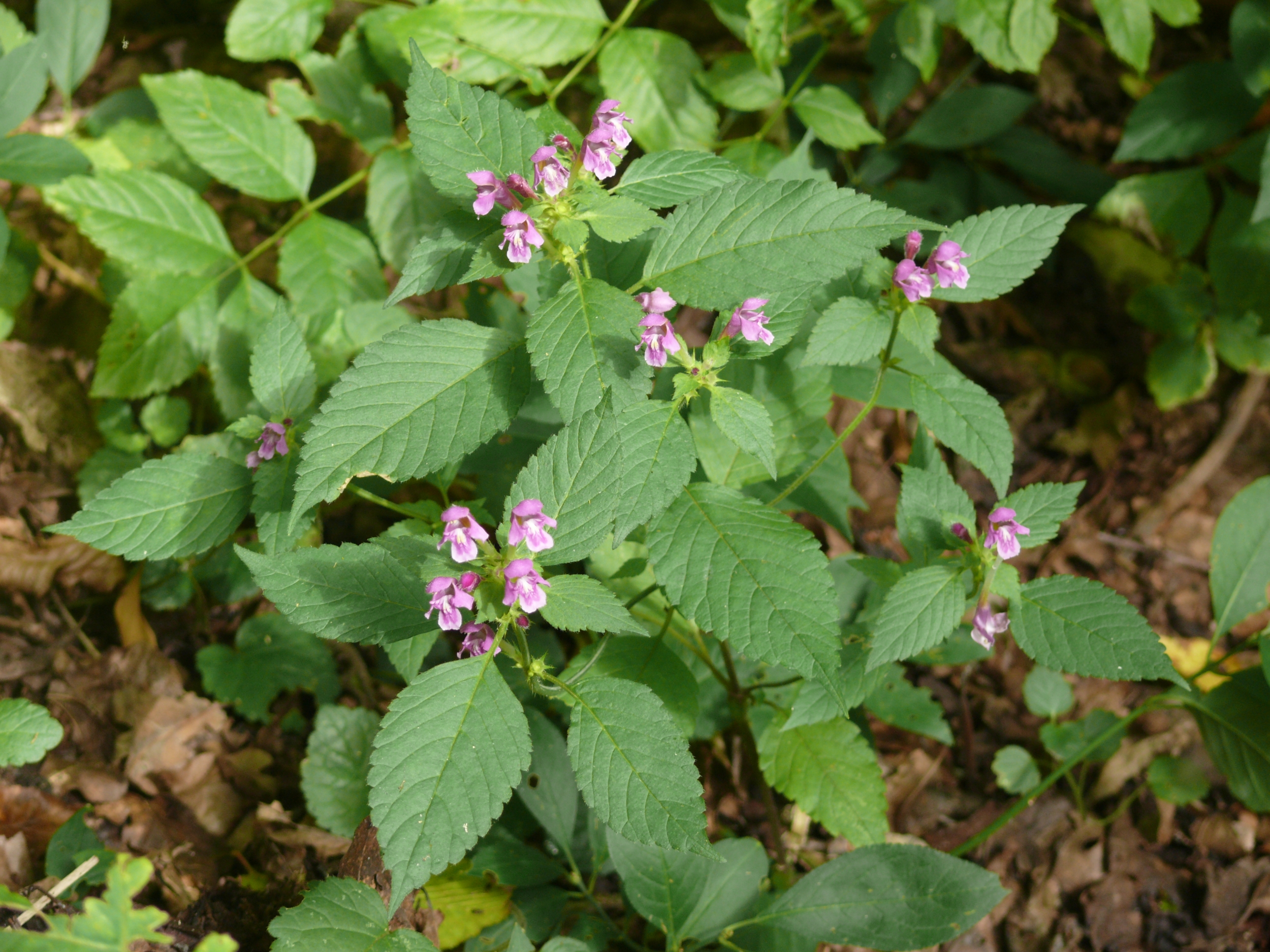
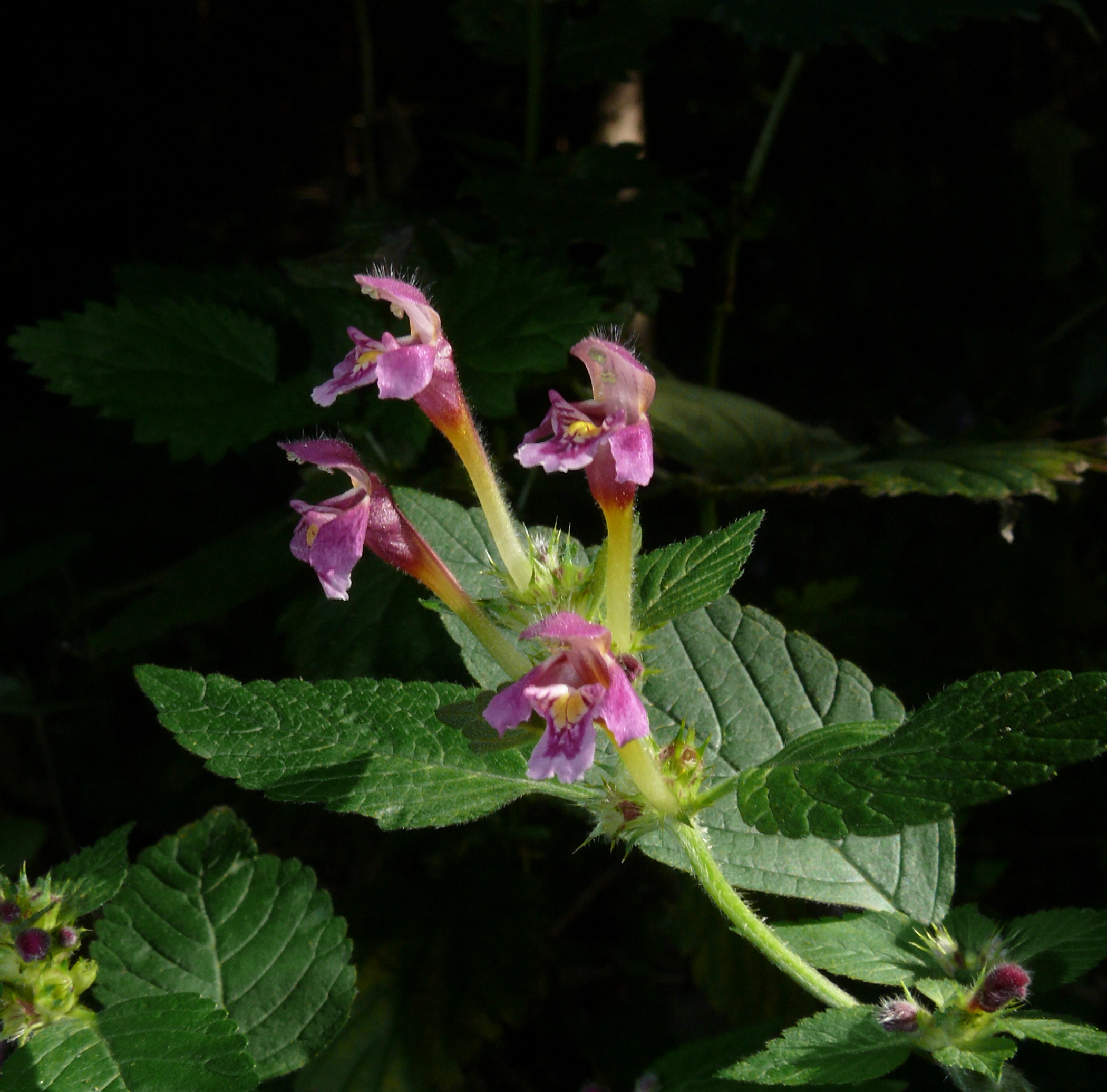
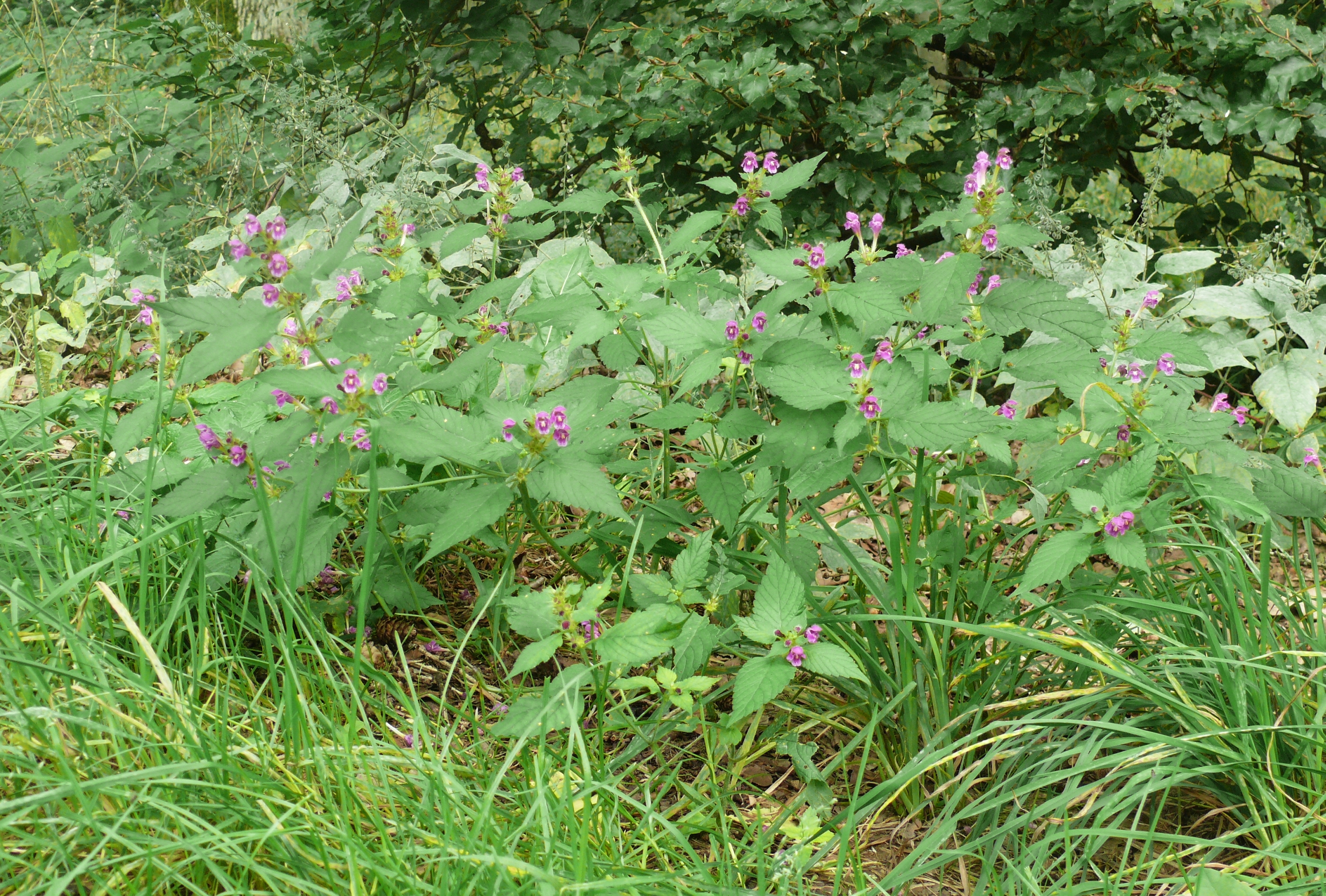
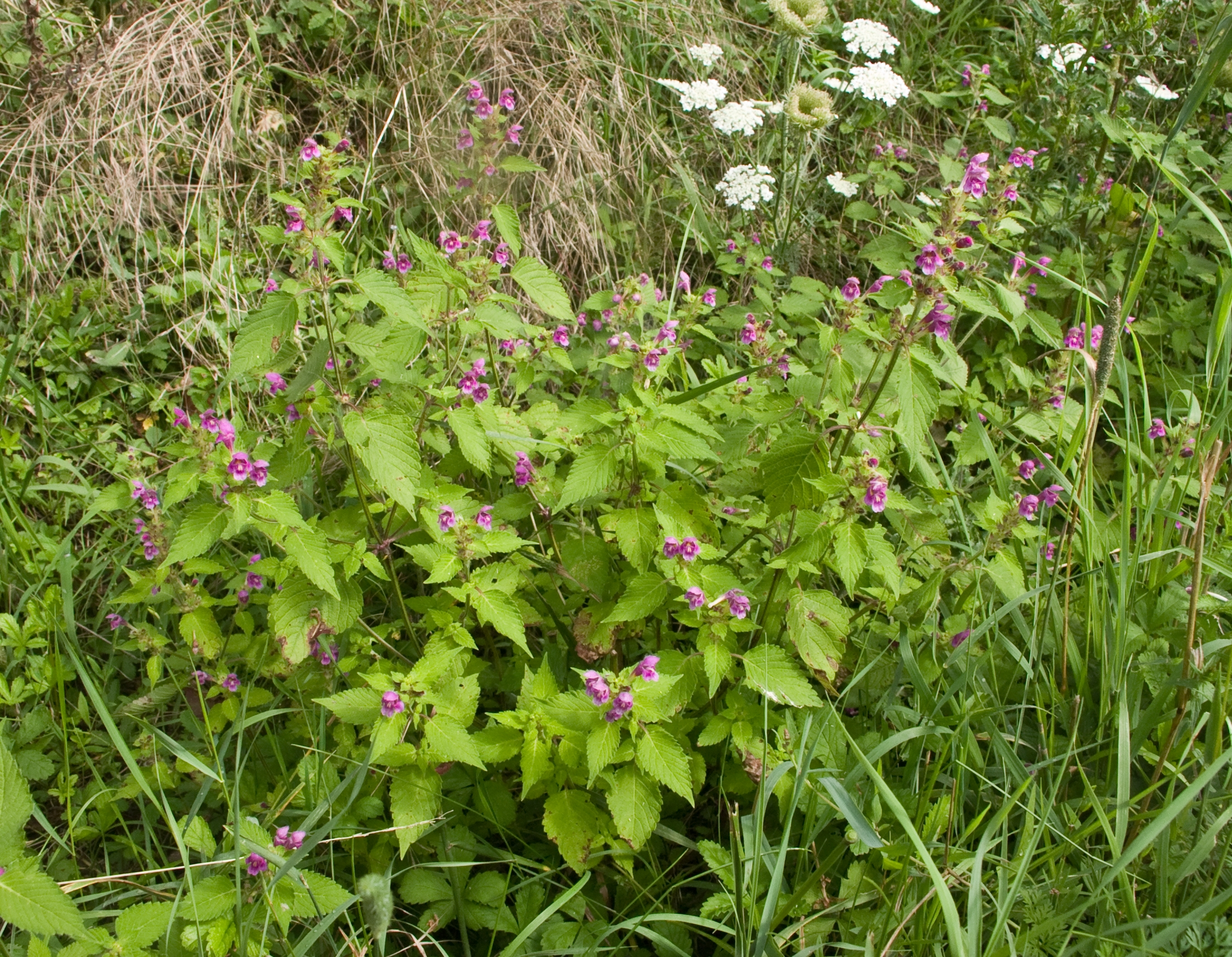
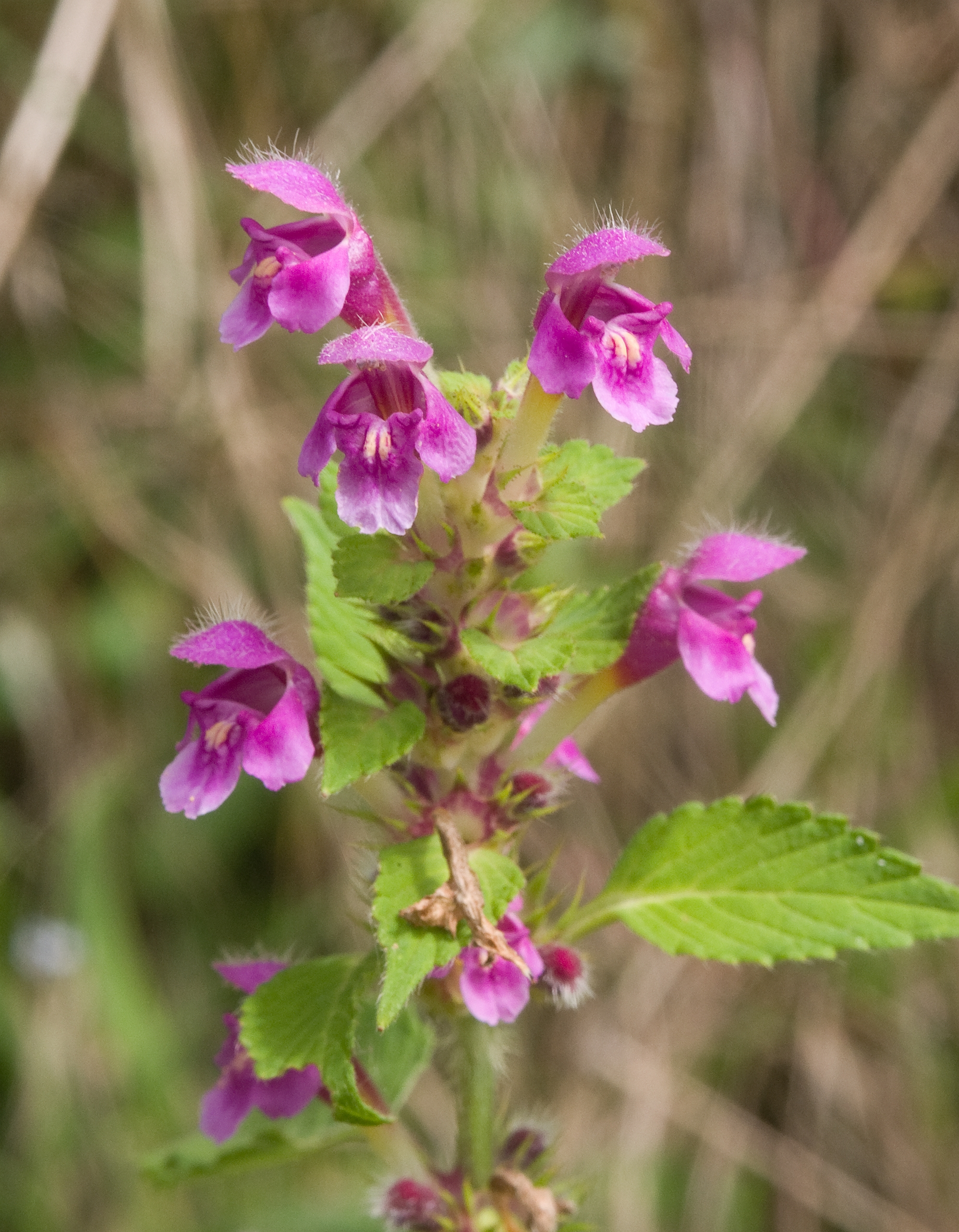